# Art of Life
Art of Life är ett album inspelat 1993 av det japanska hårdrocksbandet X Japan. Albumet är 28 minuter och 58 sekunder långt.